# Liste der Kulturdenkmale in Einhausen (Thüringen)
Die Liste der Kulturdenkmale in Einhausen umfasst die als Ensembles, Straßenzüge und Einzeldenkmale erfassten Kulturdenkmale in der thüringischen Gemeinde Einhausen im Landkreis Schmalkalden-Meiningen mit dem Stand vom 24. Februar 2025.
Die Angaben in der Liste ersetzen nicht die rechtsverbindliche Auskunft der zuständigen Denkmalschutzbehörde.

## Legende
- Bild: zeigt ein Bild des Kulturdenkmals und gegebenenfalls einen Link zu weiteren Fotos des Kulturdenkmals im Medienarchiv Wikimedia Commons
- Bezeichnung: Name, Bezeichnung oder die Art des Kulturdenkmals
- Lage: Wenn vorhanden Straßenname und Hausnummer des Kulturdenkmals; Grundsortierung der Liste erfolgt nach dieser Adresse. Der Link Karte führt zu verschiedenen Kartendarstellungen und nennt die Koordinaten des Kulturdenkmals.
 Kartenansicht, um Koordinaten zu setzen – in dieser Kartenansicht sind Kulturdenkmale ohne Koordinaten mit einem roten bzw. orangen Marker dargestellt und können in der Karte gesetzt werden. Kulturdenkmale ohne Bild sind mit einem blauen bzw. roten Marker gekennzeichnet, Kulturdenkmale mit Bild mit einem grünen bzw. orangen Marker.
- Datierung: gibt das Jahr der Fertigstellung beziehungsweise das Datum der Erstnennung oder den Zeitraum der Errichtung an
- Beschreibung: bauliche und geschichtliche Einzelheiten des Kulturdenkmals, vorzugsweise die Denkmaleigenschaften
- ID: Die ID identifiziert das Kulturdenkmal eindeutig. In Thüringen sind aktuell keine IDs veröffentlicht. In der ID-Spalte kann sich auch folgendes Icon  befinden, dies führt zu Angaben zu diesem Kulturdenkmal bei Wikidata.

## Ensembles
| Bild | Bezeichnung        | Lage    | Datierung | Beschreibung | ID |
| ---- | ------------------ | ------- | --------- | ------------ | -- |
| BW   | Ortskern Einhausen | (Karte) |           |              |    |

## Einzeldenkmale nach Gemarkungen

### Einhausen
| Bild                                    | Bezeichnung                        | Lage                                           | Datierung | Beschreibung                           | ID |
| --------------------------------------- | ---------------------------------- | ---------------------------------------------- | --------- | -------------------------------------- | -- |
| weitere Bilder Fotos hochladen          | Steinbogenbrücke, Alte Werrabrücke | Straße der Einheit (Karte)                     |           |                                        |    |
| BW                                      | Steinbogenbrücke, Alte Haselbrücke | Straße der Einheit o. Nr. (Karte)              |           |                                        |    |
| weitere Bilder Fotos hochladen          | Evangelische Kirche                | Straße der Einheit 4 (Karte)                   |           | Kirche samt künstlerischer Ausstattung |    |
| BW                                      | Kirchhof                           | Straße der Einheit 4 (Karte)                   |           |                                        |    |
| weitere Bilder Fotos hochladen          | Torturm                            | Straße der Einheit 4 (Karte)                   |           |                                        |    |
| weitere Bilder Fotos hochladen          | Einfriedung                        | Straße der Einheit 4 (Karte)                   |           |                                        |    |
| BW                                      | Gaden                              | Straße der Einheit 4 (Karte)                   |           |                                        |    |
| Direkt Bild zu diesem Denkmal hochladen | Friedhof, Grabmal Gögel            | Straße der Einheit 4, Flurstücke 872, 515/7    |           |                                        |    |
| BW                                      | Fußgängerpforte                    | Hauptstraße 52, Flurstück 125/2 (Karte)        |           |                                        |    |
| BW                                      | Fußgängerpforte                    | Hauptstraße 53, Flurstück 129/2 (Karte)        |           |                                        |    |
| BW                                      | Wohnhaus                           | Straße der Einheit 54, Flurstück 178/2 (Karte) |           |                                        |    |
| BW                                      | Brunnen und Pumpe                  | (Karte)                                        |           |                                        |    |